# ジキル博士はミス・ハイド
『ジキル博士はミス・ハイド』（Dr. Jekyll & Ms. Hyde）は、1995年のコメディ映画である。
ロバート・ルイス・スティーヴンソンの小説『ジキル博士とハイド氏』を原作とした作品。主人公は原作のジキル博士の曾孫という設定である。内容や一連のストーリーの流れが同時期に制作された『ナッティ・プロフェッサー クランプ教授の場合』と類似するシーンが多い。

## ストーリー
香水開発に携わっている科学者リチャード・ジャックス。
大祖父から古い研究ノートを相続するが、その研究ノートは「ジキル博士とハイド氏」のジキル博士のものだった。
ノートの研究結果を元手にリチャードは薬を作りあげるが、うまく作成できず、女性ホルモンを投与することにより、薬は完成する。
そしてその薬を飲むとリチャードは美しくも悪女な女性になってしまう。
全く別の人格と体を持ったそれは、自身をヘレン・ハイドと名乗る。
リチャードの頭脳と女の体を持ったヘレンは、リチャードの助手として金と権力を手に入れるために会社の上司や社長を美貌で誘惑する。
だがいつまでも変身できるわけではなく、ヘレンはリチャードに戻ってしまう。
その後のリチャードにはヘレンだった時の記憶が全く無く、ヘレンがやったことに困惑する。
薬の効能のせいか薬を飲まなくても変身するようになったリチャードは自身の意思に関わらずヘレンになるようになってしまう。
体がミス・ハイドに完全に乗っ取られる事を恐れたリチャードは人格を消そうとするが…。

## キャスト
| 役名                   | 俳優                           | 日本語吹き替え | 日本語吹き替え |
| 役名                   | 俳優                           | VHS版          | フジテレビ版   |
| ---------------------- | ------------------------------ | -------------- | -------------- |
| リチャード・ジャックス | ティム・デイリー               | 家中宏         | 堀内賢雄       |
| ヘレン・ハイド         | ショーン・ヤング               | 勝生真沙子     | 一城みゆ希     |
| セーラ・カーヴァー     | リセット・アンソニー           | 引田有美       | 水谷優子       |
| オリヴァー・ミンツ     | スティーヴン・トボロウスキー   | 広川太一郎     | 羽佐間道夫     |
| イヴェス・デュボワ     | ハーヴェイ・ファイアスタイン   | 大塚周夫       | 内海賢二       |
| ヴァレリー             | シア・ヴィダル                 | 高乃麗         | 鈴木弘子       |
| ピート・ウォルストン   | ジェレミー・ピヴェン           | 島田敏         | 江原正士       |
| ウンターベルト夫人     | ポリー・バーゲン               | 火野カチ子     | 来宮良子       |
| ラリー                 | スティーブン・シェレン         | 速水奨         | 佐々木誠二     |
| マニング               | ジョン・フランクリン＝ロビンス | 稲葉実         | 上田敏也       |
| アガサ                 | ジェーン・コンネル             |                | 京田尚子       |

- フジテレビ版 - 初放送1999年9月4日 『ゴールデン洋画劇場』

## 評価
レビュー・アグリゲーターのRotten Tomatoesでは7件のレビューで支持率は14%、平均点は3.60/10となった。